# Mali Lug
Mali Lug je naselje u Hrvatskoj u sastavu Grada Čabra. Nalazi se u Primorsko-goranskoj županiji. 

## Zemljopis
Sjeverozapadno su Smrečje, Sokoli, Prhci i Pršleti, sjeveroistočno su Okrivje, Kamenski Hrib, Plešce i Požarnica, istočno su Fažonci, Zamost, Plešce, rijeka Kupa i dalje Slovenija, istočno-sjeveroistočno su Podstene, jugoistočno su Smrekari, jugozapadno je Gerovo, zapadno-jugozapadno su Vode.

## Stanovništvo
| broj stanovnika | 203   | 200   | 176   | 165   | 204   | 187   | 171   | 205   | 176   | 203   | 217   | 189   | 121   | 104   | 92    | 79    | 62    |
|                 | 1857. | 1869. | 1880. | 1890. | 1900. | 1910. | 1921. | 1931. | 1948. | 1953. | 1961. | 1971. | 1981. | 1991. | 2001. | 2011. | 2021. |

## Poznate osobe
- Tomislav Muhvić, europski prvak u brdskom automobilizmu[4]

## Šport
- AKK Petar Klepac, auto i karting klub